# برینگ می د هورایزن
برینگ می دِ هورایزن (به انگلیسی: Bring Me the Horizon) یک گروه متال کور است که در سال ۲۰۰۴ در شفیلد انگلیس آغاز به کار کرد. گروه در حال حاضر شامل الیور سایکس (وکالیست)، مت کین (بیسیست)، لی مالیا (گیتاریست)، مت نیکولز (درامر) می‌شود.

## اعضای گروه
الیور سایکس: خواننده اصلی، کیبورد (۲۰۰۴–تا کنون)
مت کین: بیس (۲۰۰۴–تا کنون)
لی مالیا: لید گیتار، لید گیتار (۲۰۰۴–تا کنون)
مت نیکولز: درامز، پرکاشن (۲۰۰۴–تا کنون)
جردن فیش: کیبورد، مدیر برنامه، پریکاشن (۲۰۱۳–۲۰۲۳)

## دیسکوگرافی
آلبوم‌های استودیویی:
"Count Your Blessings""برکت‌هایت را بشمار" (۲۰۰۶)
"Suicide Season""فصل خودکشی" (۲۰۰۸)
"There Is a Hell, Believe Me I've Seen It. There Is a Heaven, Let's Keep It a Secret" "جهنم وجود دارد، باورکن من آن را دیده‌ام. بهشت وجود دارد، بین خودمان بماند" (۲۰۱۰)
"Sempiternal""جاودانه"(۲۰۱۳)
"That's The Spirit""به این میگن روحیه" (۲۰۱۵)
"Amo""امو" (۲۰۱۹)
"DescriptionMusic to Listen to~Dance to~Blaze to~Pray to~Feed to~Sleep to~Talk to~Grind to~Trip to~Breathe to~Help to~Hurt to~Scroll to~Roll to~Love to~Hate to~Learn Too~Plot to~Play to~Be to~Feel to~Breed to~Sweat to~Dream to~Hide to~Live to~Die to~Go To"" (2019)